# Копалиани, Георгий Николаевич
Георгий Николаевич Копалиани (7 марта 1994) — украинский футболист, вратарь.

## Клубная карьера
Воспитанник киевского «Арсенала». В 2011 году подписал с клубом первый профессиональный контракт и стал выступать за молодёжную команду.
5 октября 2013 года дебютировал за основную команду в матче Премьер-лиги против донецкого «Шахтёра», выйдя в стартовом составе и отыграв все 90 минут. В итоге команда проиграла 0:7, а эта игра стала единственной за основу в сезоне для Копалиани.
В 2014 году Георгий перешёл в клуб «Полтава».
В июле 2015 года вернулся в столичный «Арсенал», который начинал выступления во Второй лиге. 12 января 2016 года стало известно, что Георгий покинул клуб.